# Sarah Kaufman
Pour les articles homonymes, voir Kaufman.
Sarah Kaufman, née le 20 septembre 1985 est une pratiquante canadienne d'arts martiaux mixtes évoluant au sein de la catégorie des poids coqs de l'Ultimate Fighting Championship.
Elle a été championne du Strikeforce du 26 février 2010 au 9 octobre 2010.

## Carrière en MMA
Sarah Kaufman fait ses débuts professionnels le 1er juin 2007 lors de l'événement TKO 29, face à la canadienne Valérie Létourneau. Elle remporte la victoire par KO à la seconde reprise du match.

## Strikeforce
Le 15 mai 2009 Sarah Kaufman participe à l'évènement Strikeforce Challengers: Evangelista vs. Aina. Elle obtient la victoire contre Miesha Tate par décision unanime, mais c'est la première fois qu'elle ne remporte pas un combat avant son terme.

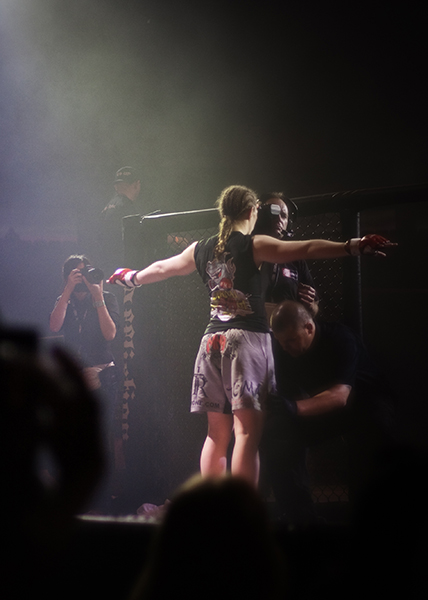
Sarah Kaufman au Strikeforce Challengers: Villasenor vs. Cyborg à Kent le 19 juin 2009

Elle bat ensuite l'américaine Shayna Baszler à Kent lors du Strikeforce Challengers: Villasenor vs. Cyborg par décision unanime le 19 juin 2009.
Elle remporte le titre des poids coqs de Strikeforce lors du Strikeforce Challengers: Kaufman vs. Hashi le 26 février 2010 face à la japonaise Takayo Hashi par décision unanime.
Sarah Kaufman défendra victorieusement son titre au Strikeforce Challengers: del Rosario vs. Mahe le 23 juillet 2010 face à Roxanne Modafferi mais finira par le perdre le 9 octobre 2010 à San José contre Marloes Coenen qui lui place une clé de bras lors de la troisième reprise.
Elle échoue dans sa tentative de reprendre le titre face à Ronda Rousey le 12 août 2012 au Strikeforce: Rousey vs. Kaufman à nouveau sur une clé de bras au bout de 54 secondes dans la première reprise.

## Ultimate Fighting Championship
Sarah Kaufman a rejoint l'UFC le 25 février 2013.
Le 19 octobre 2013 elle rencontre l'américaine Jessica Eye. Elle perd le combat par décision partagée (29-28, 28-29 et 29-28). Après le combat le résultat initial est finalement transformé en No-Contest.
Il est annoncé que Sarah Kaufman doit participer à l'évènement The Ultimate Fighter Nations : Canada vs. Australia du 16 avril 2014 où elle doit affronter Shayna Baszler. Mais cette dernière annonce le 1er avril 2014 qu'elle est blessée et déclare forfait. C'est la brésilienne Amanda Nunes qui doit alors la remplacer, mais elle se désiste à son tour. Finalement l'organisation opte pour un combat contre l'américaine Leslie Smith, ce qui sera un remake du 5 avril 2013 lors de l'Invicta FC 5: Penne vs. Waterson. Sarah Kaufman l'avait difficilement emporté par décision partagée. Leslie Smith ne prend pas sa revanche et Sarah Kaufman gagne la rencontre par décision unanime.

## Palmarès en MMA
| 22 combats     | 17 victoires | 4 défaites |
| Par KO         | 10           | 0          |
| Par soumission | 0            | 3          |
| Sur décision   | 7            | 1          |
| Sans décision  | 1            | 1          |

| Résultat      | Record   | Adversaire           | Méthode                  | Événement                                          | Date             | Round | Temps | Lieu                                    | Notes |
| ------------- | -------- | -------------------- | ------------------------ | -------------------------------------------------- | ---------------- | ----- | ----- | --------------------------------------- | --- |
| Défaite       | 17-4 (1) | Valentina Shevchenko | Décision partagée        | UFC on Fox: dos Anjos vs. Cerrone 2                | 19 décembre 2015 | 3     | 5:00  | Orlando, Floride, États-Unis            | |
| Défaite       | 17-3 (1) | Alexis Davis         | Soumission (clé de bras) | UFC 186: Johnson vs. Horiguchi                     | 25 avril 2015    | 2     | 1:52  | Montréal, Québec, Canada                | |
| Victoire      | 17-2 (1) | Leslie Smith         | Décision unanime         | The Ultimate Fighter Nations: Canada vs. Australia | 16 avril 2014    | 3     | 5:00  | Québec, Québec, Canada                  | |
| Sans décision | 16-2 (1) | Jessica Eye          | No contest               | UFC 166                                            | 19 octobre 2013  | 3     | 5:00  | Houston, Texas, États-Unis              | Décision partagée en faveur de Jessica Eye transformée en No contest après que Jessica Eye soit contrôlée positif à la marijuana |
| Victoire      | 16-2     | Leslie Smith         | Décision partagée        | Invicta FC 5: Penne vs. Waterson                   | 5 avril 2013     | 3     | 5:00  | Kansas City, Missouri, États-Unis       | Combat de la soirée |
| Défaite       | 15-2     | Ronda Rousey         | Soumission (clé de bras) | Strikeforce: Rousey vs. Kaufman                    | 12 août 2012     | 1     | 0:54  | San Diego, Californie, États-Unis       | Pour le titre des poids coqs du Strikeforce.                                                                                     |
| Victoire      | 15-1     | Alexis Davis         | Décision majoritaire     | Strikeforce: Tate vs. Rousey                       | 3 mars 2012      | 3     | 5:00  | Columbus, Ohio, États-Unis              | |
| Victoire      | 14-1     | Liz Carmouche        | Décision unanime         | Strikeforce Challengers: Voelker vs. Bowling III   | 22 juillet 2011  | 3     | 5:00  | Las Vegas, Nevada, États-Unis           | |
| Victoire      | 13-1     | Megumi Yabushita     | TKO (coups de poing)     | AFC 5: Judgment Day                                | 2 avril 2011     | 3     | 3:34  | Victoria, Colombie Britannique, Canada  | |
| Défaite       | 12-1     | Marloes Coenen       | Soumission (clé de bras) | Strikeforce: San Jose                              | 9 octobre 2010   | 3     | 1:59  | San José, Californie, États-Unis        | Perd le titre des poids coqs du Strikeforce.                                                                                     |
| Victoire      | 12-0     | Roxanne Modafferi    | KO (slam)                | Strikeforce Challengers: del Rosario vs. Mahe      | 23 juillet 2010  | 3     | 4:45  | Everett, Washington, États-Unis         | Défend le titre des poids coqs du Strikeforce.                                                                                   |
| Victoire      | 11-0     | Takayo Hashi         | Décision unanime         | Strikeforce Challengers: Kaufman vs. Hashi         | 26 février 2010  | 5     | 5:00  | San Jose, Californie, États-Unis        | Remporte le titre des poids coqs du Strikeforce.                                                                                 |
| Victoire      | 10-0     | Shayna Baszler       | Décision unanime         | Strikeforce Challengers: Villasenor vs. Cyborg     | 19 juin 2009     | 3     | 5:00  | Kent, Washington, États-Unis            | |
| Victoire      | 9-0      | Miesha Tate          | Décision unanime         | Strikeforce Challengers: Evangelista vs. Aina      | 15 mai 2009      | 3     | 5:00  | Fresno, Californie, États-Unis          | |
| Victoire      | 8-0      | Sarah Schneider      | TKO (coups de poing)     | PFC: Best of Both Worlds 2                         | 23 avril 2009    | 2     | 1:43  | Lemoore, Californie, États-Unis         | |
| Victoire      | 7-0      | Molly Helsel         | TKO (coups de poing)     | HCF: Crow's Nest                                   | 29 mars 2008     | 2     | 2:44  | Gatineau, Québec, Canada                | Défend le titre des poids coqs du HCF.                                                                                           |
| Victoire      | 6-0      | Ginele Marquez       | TKO (coups de poing)     | HCF: Title Wave                                    | 19 octobre 2007  | 2     | 3:22  | Calgary, Alberta, Canada                | Remporte le titre des poids coqs du HCF.                                                                                         |
| Victoire      | 5-0      | Valérie Létourneau   | TKO (coups de poing)     | TKO 29: Repercussion                               | 1er juin 2007    | 2     | 1:36  | Montréal, Québec, Canada                | |
| Victoire      | 4-0      | Alexis Davis         | TKO (coups de poing)     | UWC 7: Anarchy                                     | 7 avril 2007     | 3     |       | Winnipeg, Manitoba, Canada              | |
| Victoire      | 3-0      | Misty Shearer        | TKO (arrêt du médecin)   | King of the Cage: Amplified                        | 26 novembre 2006 | 2     | 5:00  | Edmonton, Alberta, Canada               | |
| Victoire      | 2-0      | Sarah Draht          | TKO (coups de poing)     | King of the Cage: Insurrection                     | 6 octobre 2006   | 1     | 0:17  | Vernon, Colombie Britannique, Canada    | |
| Victoire      | 1-0      | Liz Posener          | KO (coups de poing)      | North American Challenge 23                        | 3 juin 2006      | 3     | 1:03  | Vancouver, Colombie Britannique, Canada | |